# 维斯纳加尔
维斯纳加尔（Visnagar），是印度古吉拉特邦Mahesana县的一个城镇。总人口65826（2001年），其中男性35065人，女性30761人；0—6岁人口6840人，其中男4005人，女2835人；识字率77.23%，其中男性为82.35%，女性为71.40%。